# روم (آلمان)
روم (به آلمانی: Rom) یک شهر در آلمان است که در لودویگسلوست-پارشیم واقع شده‌است. روم ۹۰۸ نفر جمعیت دارد.